# Girl Happy
Girl Happy – dwudziesty drugi studyjny album Elvisa Presleya, który jest jednocześnie ścieżką dźwiękową z filmu Szczęśliwa dziewczyna. Wydany został 1 marca 1965 r. przez RCA Victor Records. Sesje nagraniowe odbyły się między 10 – 12 czerwca 1964 r. w studiu Radio Recorders w Hollywood. Na liście najlepszych popowych albumów magazynu Billboard płyta osiągnęła ósme miejsce.

## Sesja nagraniowa
Pomijając kompilacyjny album Elvis’ Golden Records Volume 3 była to szósta z rzędu płyta Elvisa, wydana jako ścieżka dźwiękowa.
10 czerwca 1964 r. Elvis przyszedł do studia Radio Recorders w Hollywood nagrać ścieżkę dźwiękową filmu. Dzień później po 36 nieudanych próbach, sfrustrowany i rozczarowany słabą jakością nagrań opuścił studio. Po zakończeniu sesji nie nagrywał nic przez osiem miesięcy. Album Girl Happy ukazał się w marcu 1965 r. i zbiegał się z premierą filmu. W książce pt. Elvis The Illustrated Record Roy Carr i Mick Farren piszą, że wiele piosenek ma błędy w postaci przyśpieszonego głosu Elvisa, co szczególnie słychać w tytułowym nagraniu. W latach 90. wytwórnia RCA wypuściła w końcu poprawioną wersję tego utwory na kompilacyjnym albumie Collectors Gold from the Movie Years.
Ścieżka dźwiękowa zawiera także bonusową piosenkę, której nie ma w filmie. Jest to utwór You'll Be Gone, nagrany w 1961 r. Wspólnie napisali go Elvis Presley, Red West i Charlie Hodge. W 1965 r. RCA wydała go jako singiel razem z Do the Clam, który znalazł się na 21. miejscu magazynu Billboard i przez osiem tygodni znajdował się w zestawieniu listy. Z kolei You’ll Be Gone znalazł się na 121 pozycji.

## Muzycy
1. Elvis Presley – wokal
2. The Jordanaires – akompaniament
3. The Jubilee Four, The Carole Lombard Trio – akompaniament (Do the Clam i Wolf Call)
4. Boots Randolph, Bill Justis – saksofon
5. Scotty Moore, Tiny Timbrell, Tommy Tedesco – gitara elektryczna
6. Floyd Cramer – pianino
7. Bob Moore – gitara basowa
8. D.J. Fontana, Buddy Harman, Frank Carlson – bębny

## Lista utworów

### Strona A
| Utwór | Data nagrania | Tytuł                               | Autor                                  | Czas trwania |
| ----- | ------------- | ----------------------------------- | -------------------------------------- | ------------ |
| 1.    | 10.06.1964    | Girl Happy                          | Doc Pomus i Norman Meade               | 2:07         |
| 2.    | 11.06.1964    | Spring Fever                        | Bernie Baum, Bill Giant, Florence Kaye | 1:52         |
| 3.    | 11.06.1964    | Fort Lauderdale Chamber of Commerce | Sid Tepper i Roy C. Bennett            | 1:32         |
| 4.    | 12.06.1964    | Startin' Tonight                    | Lenore Rosenblatt, Victor Millrose     | 1:19         |
| 5.    | 12.06.1964    | Wolf Call                           | Bernie Baum, Bill Giant, Florence Kaye | 1:26         |
| 6.    | 11.06.1964    | Do Not Disturb                      | Bernie Baum, Bill Giant, Florence Kaye | 1:52         |

### Strona B
| Utwór | Data nagrania | Tytuł                          | Autor                                  | Czas trwania |
| ----- | ------------- | ------------------------------ | -------------------------------------- | ------------ |
| 1.    | 11.06.1964    | Cross My Heart and Hope to Die | Ben Weisman i Sid Wayne                | 1:55         |
| 2.    | 10.06.1964    | The Meanest Girl in Town       | Joy Byers                              | 1:55         |
| 3.    | 12.06.1964    | Do the Clam                    | Ben Weisman, Dolores Fuller, Sid Wayne | 3:20         |
| 4.    | 10.06.1964    | Puppet On A String             | Sid Tepper i Roy C. Bennett            | 2:39         |
| 5.    | 11.06.1964    | I've Got To Find My Baby       | Joy Byers                              | 1:35         |
| 6.    | 18.03.1962    | You'll Be Gone                 | Elvis Presley, Charlie Hodge, Red West | 2:23         |